# Puerto Triunfo (kommun)
Puerto Triunfo är en kommun i Colombia.   Den ligger i departementet Antioquía, i den centrala delen av landet, 160 km norr om huvudstaden Bogotá. Antalet invånare är 16 248.